# Jan Frodeno
Jan Frodeno är en tysk triathlet. Han vann OS-guld 2008.
Frodeno nådde 2014 vid Ironman Hawaii (Ironman World Championship) tredjeplatsen. Åren 2015, 2016 och 2019 vann han tävlingen.
I augusti 2022 meddelade Frodeno att han avslutar den professionella karriären efter VM-loppet i september 2023.